# Словацкий чувач
Словацкий чувач (словац. Slovenský čuvač) — порода собак, используемых в качестве охраны скота. Эта порода была выведена в XVII веке в горных районах бывшей Чехословакии. После Второй мировой войны эти собаки оказалась на грани исчезновения, но кинолог Антонин Грудо восстановил эту породу. Эти собаки также используются как караульные и спасатели. Словацкий чувач также отлично подходит для жизни в семье, привязан ко всем членам семьи.
Датой начала регистрированного разведения словацкого чувача в Чехословакии (профессором Антонином Грузой с ветеринарного факультета в Брно) считается 4 июня 1929 года. Клуб заводчиков был создан в 1933 году. Селекционный материал происходил в основном из окрестностей Липтовской-Лужной, Кокавы и Виходной в северной Словакии, а также Рахова в Восточных Карпатах. Официально эта порода зарегистрирована в 1964 году. Официальный стандарт на эту породу в Великобритании не предусмотрен.